# 스트록스
스트록스(The Strokes)는 1998년 뉴욕시에서 결성된 미국의 록 밴드이다. 보컬 줄리언 카사블랑카스, 리드 기타 닉 밸런시, 리듬 기타 앨버트 해먼드 주니어, 베이스 니콜라이 프레이처, 드럼 파브리지오 모레티로 구성됐다. RCA 레코드와 로 트레이드 레코드에서 다섯 개의 앨범 계약이 만료된 이후로는 카사블랑카스의 컬트 레코드를 통해 새로운 음악을 계속 공개하고 있다.

## 멤버
- 줄리언 카사블랑카스(Julian Casablancas) - 보컬
- 닉 밸런시(Nick Valensi) - 리드 기타
- 앨버트 해먼드 주니어(Albert Hammond, Jr.) - 리듬 기타
- 니콜라이 프레이처(Nikolai Fraiture) - 베이스 기타
- 파브리지오 모레티(Fabrizio Moretti) - 드럼

## 음반 목록

### 정규 음반
- 《Is This It》 (2001년)
- 《Room on Fire》 (2003년)
- 《First Impressions of Earth》 (2006년)
- 《Angles》 (2011년)
- 《Comedown Machine》 (2013년)
- 《The New Abnormal》 (2020년)